# مقاطعة إلبرت (جورجيا)
مقاطعة إلبرت (بالإنجليزية: Elbert County)‏ هي إحدى المقاطعات في ولاية جورجيا في الولايات المتحدة الأمريكية.

## أعلام
- ستيفن هيرد
- سامبسون ويليس هاريس
- يونغ هاريس
- ويليام هنري هيرد
- ناثانيل جوب هاموند
- جيمس ويتفيلد